# Yair Delgadillo
Daniel Yair Delgadillo Pulido, Ciudad Guzmán, Jalisco, México; 5 de marzo de 1994 es un futbolista Mexicano. Juega como delantero y su equipo actual es el Victoria de la Liga Nacional de Honduras.

## Clubes
| Club                   | País        | Año         |
| ---------------------- | ----------- | ----------- |
| Atlas F.C. II          | México      | 2011        |
| Atlas F.C. U17         | México      | 2012        |
| Académicos             | México      | 2013 - 2015 |
| Atlas F.C. U20         | México      | 2015        |
| Correcaminos de la UAT | México      | 2015        |
| Atlas F.C. U20         | México      | 2016        |
| Tampico Madero F.C.    | México      | 2016        |
| Atlas F.C. U20         | México      | 2016        |
| Atlas F.C. II          | México      | 2016 - 2017 |
| C.D. Inter             | México      | 2017 - 2018 |
| Tuxtla F.C.            | México      | 2018 - 2020 |
| Gavilanes F.C.         | México      | 2020 - 2021 |
| Cafetaleros            | México      | 2021 - 2022 |
| Cancún F.C.            | México      | 2022 - 2023 |
| Santa Lucía            | Guatemala   | 2023        |
| Municipal Limeño       | El Salvador | 2023 - 2024 |
| Isidro Metapán         | El Salvador | 2024        |
| Victoria               | Honduras    | 2025 -      |

## Distinciones individuales
| Distinción                                        | Año            |
| ------------------------------------------------- | -------------- |
| Trofeo Hugo Sánchez - Goleador de la Liga Premier | Temporada LXXI |